# 이나경 (가수)
이나경(李娜炅, 2000년 6월 1일 ~ )은 대한민국의 가수이자 배우로, 걸그룹 fromis_9의 멤버이다.

## 학력
- 용인흥덕중학교 (중퇴)
- 닝보 지성학교 (중퇴)
- 베이징 뉴브릿지외국어학교 (중퇴)

## 주요 이력
광주광역시 출신으로, 그녀는 중국에서 유학을 한 전력이 있다.
2017년 7월, 서바이벌 프로그램 아이돌학교에 출연하여 최종 상위 후보에 들어 fromis_9에 합류했으며 2018년 1월 24일 가수로 데뷔했다.

## 음반 목록

### OST
- 《초면에 사랑합니다 OST Part.6》(박지원, 이나경) - 〈지금부터 시작해〉 (2019년 5월 21일)

## 출연작

### 드라마
| 연도 | 방송사   | 제목        | 배역         |
| ---- | -------- | ----------- | ------------ |
| 2021 | 카카오TV | 그림자 미녀 | 지니, 선미진 |

### 예능
- 2022년 SBS F!L 《아이돌 사생대회》